# Bitva na planině Sheriffmuir
Bitva na planině Sheriffmuir bylo vojenské střetnutí na vrcholu jakobitského povstání v Anglii a ve Skotsku v roce 1715. Sheriffmuir byla a je zapadlá náhorní plošina pokrytá vřesovištěm, jež se rozkládá mezi městy Stirling a Auchterarder na severním okraji Ochilské pahorkatiny ve středním Skotsku. 

## Pozadí
John Erskine, 6. hrabě z Maru, vůdčí osobnost jakobitské věci ve Skotsku, svolal náčelníky klanů ze Skotské vysočiny a 6. září 1715 prohlásil Jakuba Františka Stuarta, zvaného též Starý pretendent, za skotského krále. S armádou čítající asi 12 000 mužů poté postupoval na Perth, který zabral, a ovládl většinu Skotské vysočiny. Po neúspěšných potyčkách s oddíly Johna Campbella, vévody z Argyllu, jehož sídlem byl Stirling, byl hrabě z Maru posléze přinucen vést svoji armádu směrem na jih. Špioni informovali 10. listopadu vévodu z Argyllu o Erskinově postupu, proto Campbell přesunul svoje vojsko o síle asi 4000 mužů na planinu Sheriffmuir, nedaleko městečka Dunblane. Na bitevním poli se obě armády střetly 13. listopadu 1715.

## Bitva

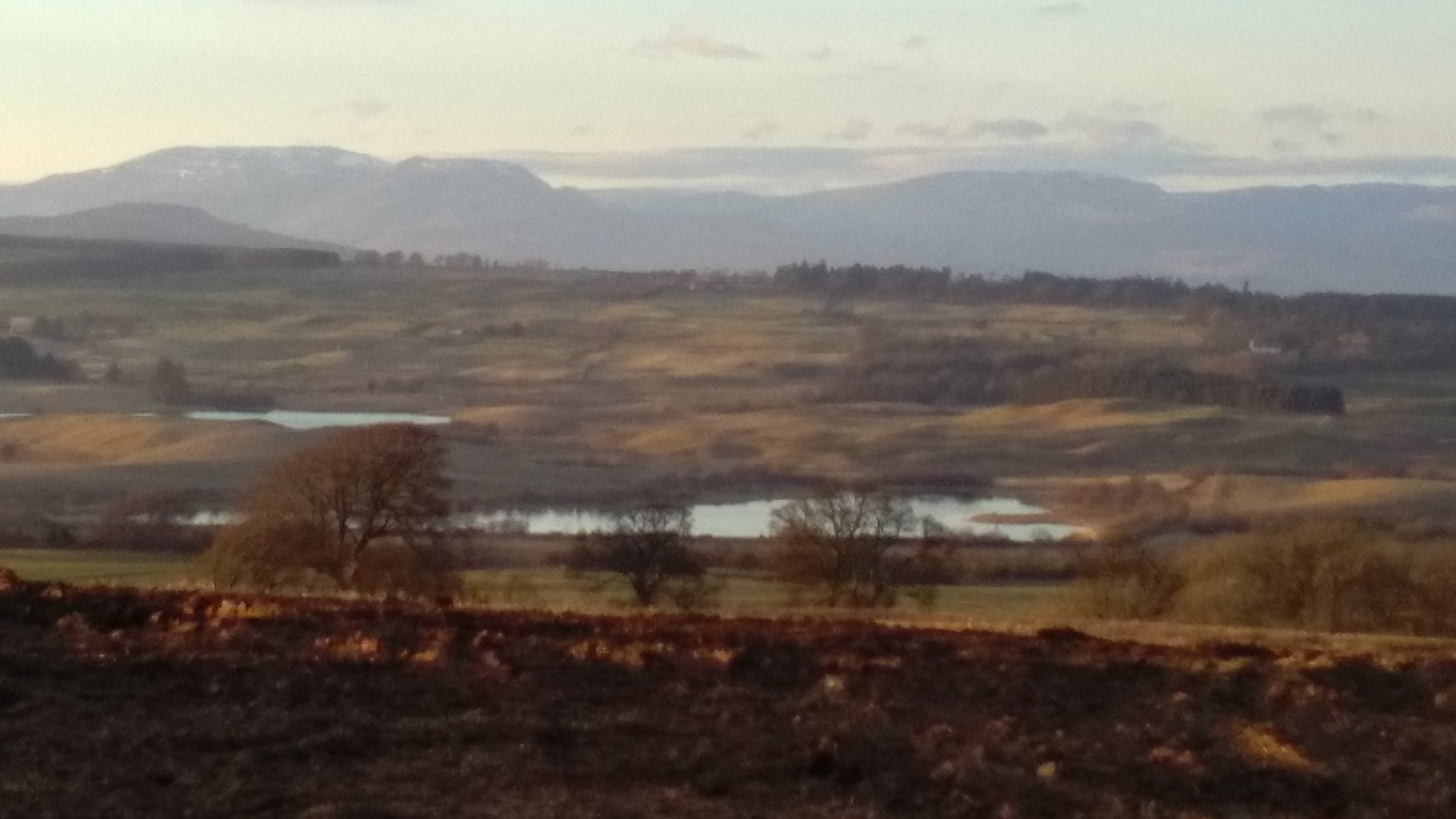
Sheriffmuir, pohled k severu

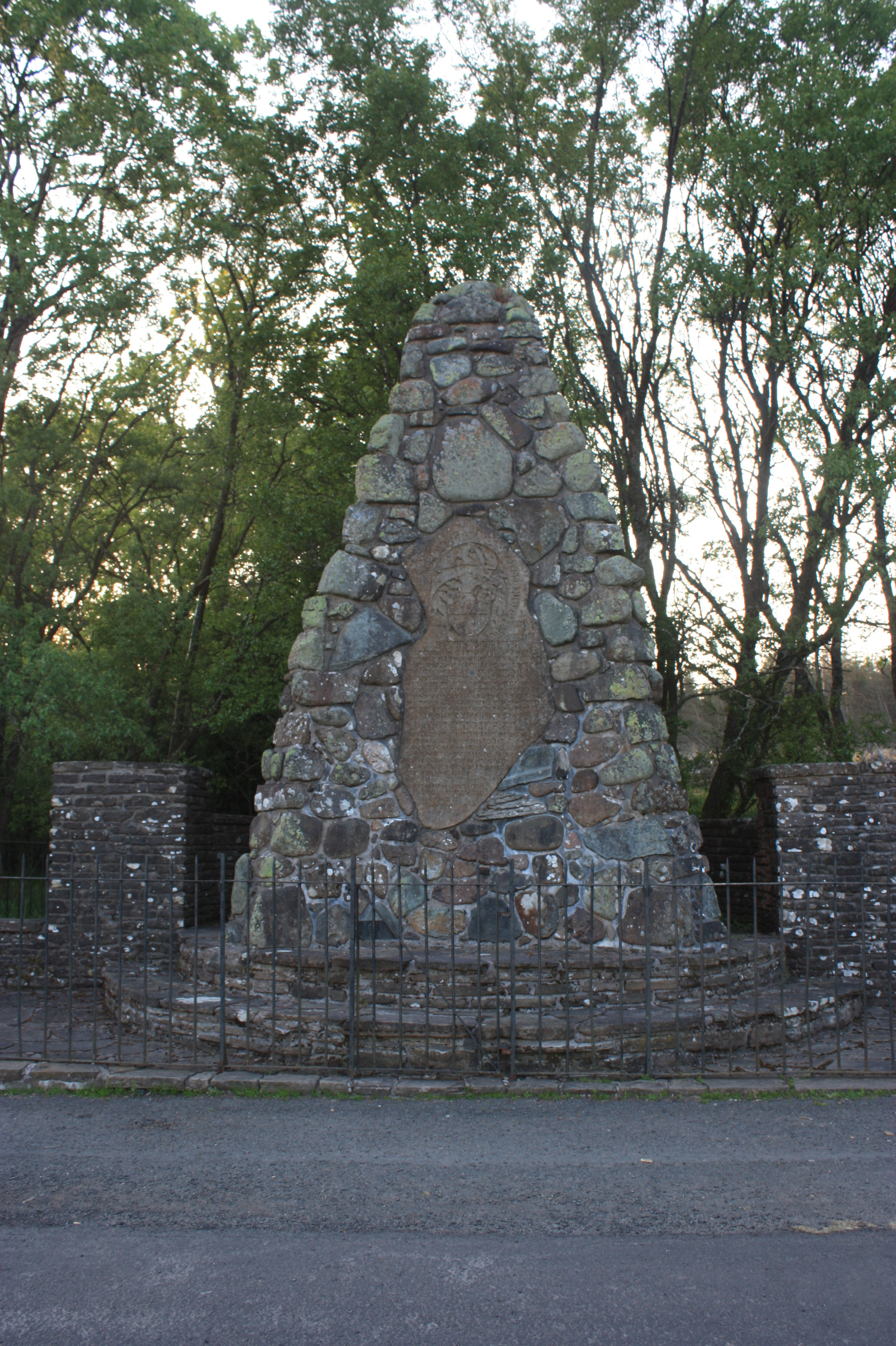
Památník klanu MacRae, Sheriffmuir

Jakobitská armáda svým počtem značně převyšovala vojsko vévody z Argyllu. Britské levé křídlo, jemuž velel generál Thomas Whetham, bylo mnohem kratší než jeho protějšek jakobitské pravé křídlo. Britské pravé křídlo zaútočilo a podařilo se mu horaly zatlačit zpět. Vojáci generála Whethama na levém křídle však byli horaly silně přečísleni. Vévoda z Argyllu jim proto přispěchal na pomoc. K večeru již měly obě strany dost citelné ztráty, a přestože měl hrabě z Maru značnou číselnou převahu, odmítl riskovat celistvost své armády a umožnil vévodovi z Argyllu, aby své jednotky stáhl. 
Bitva tedy skončila nerozhodně, obě strany prohlašovaly, že zvítězily. Nicméně nahlíženo strategickým pohledem, zvítězil vévoda z Argyllu, neboť se mu podařilo zastavit postup jakobitů. Královské pluky, jež se zúčastnily bitvy, obdržely jako čestné bojové vyznamenání Bílého koně Hannoverské dynastie. Výsledek boje značně pošramotil morálku jakobitských oddílů, které se vzhledem ke své číselné převaze oprávněně domnívaly, že měly rozhodným způsobem zvítězit. Hraběte z Maru to stálo přízeň jeho francouzských a španělských podporovatelů.

## Dozvuky
Starý pretendent, který pobýval v exilu ve Francii, se 23. prosince vylodil u města Peterhead v Aberdeenshire, přestože jeho věc už byla z velké části ztracena. V Perthu se setkal s hrabětem z Maru, ale nedokázal pozdvihnout morálku zmalomyslnělých jakobitských oddílů. Vévoda z Argyllu se s osvěženým a posíleným vojskem brzy vydal dál na sever, zatímco jakobitská armáda se nejprve stáhla k městu Montrose v oblasti Angus, poté se její jednotky u vesnice Ruthven rozešly. Starý pretendent se navrátil zpět do Francie.
Toto období bylo pro Jakuba Františka Stuarta nanejvýš nepříznivé, neboť v bitvě u Prestonu padlo celé vojsko jeho přívrženců na jihu do zajetí, když jeho velitel Thomas Forster nabídl 14. listopadu 1715 britským generálům Charlesi Willisovi a Georgeovi Carpenterovi bezpodmínečnou kapitulaci, a město Inverness s přilehlým územím bylo navráceno vládě. Stalo se tak za přispění provládních klanů, jako byli Sutherlandové, Fraserové, Rossové, Munroové a Forbesové.

## Ztráty
Jako počet mrtvých a zraněných na straně jakobitů se uvádí číslo 800. Mezi mrtvými byli mimo jiné John Lyon, 5. hrabě ze Strathmoru a Kinghornu, Alan, 14. náčelník klanu Macdonaldů z Clanranaldu a několik dalších významných osob. Ranění byli například James Maule, 4. hrabě z Panmure a James Drummond, 2. vévoda z Perthu. Jakobitské vojsko proto bylo nuceno stáhnout se do Perthu. Vévoda z Argyllu, který se považoval za vítěze, vydal na památku svého úspěchu medaili. 
Na vládní straně bylo zabito a zraněno k šesti stům vojáků. Jedinou významnou osobou, která padla na britské straně, byl Archibald Douglas, 2. hrabě z Forfaru.

## Bitva v kultuře
O bitvě pojednává známá jakobitská píseň Sheriffmuir fight (Sheriffmuirský boj). Tak jako je tomu u mnoha podobných písní, je zde bitva vylíčena jako vznešené vítězství jakobitského vojska. Píseň zaznamenal, a možná dokonce napsal skotský básník a prozaik James Hogg v roce 1819.
Bitva byla rovněž námětem nejznámější písně skotského národního básníka Roberta Burnse nazvané The Battle of Sherramuir (Bitva u Sherramuiru). Burns ji napsal, když v roce 1787 putoval Vysočinou, a poprvé vyšla ve sbírce tradiční skotské lidové hudby Scots Musical Museum roku 1790. 